# Серьогіна Ганна Григорівна
Ганна Григорівна Серьогіна (1915, село Столпци Рязанської губернії, тепер Старожиловського району Рязанської області, Російська Федерація — ?) — радянська державна діячка, ватерниця-прядильниця Московського комбінату Тригірної мануфактури імені Дзержинського. Депутат Верховної ради СРСР 2-го скликання.

## Життєпис
Народилася в багатодітній селянській родині Григорія Єгоровича та Катерини Іванівни Серьогіних. Закінчила сільську початкову чотирикласну школу.
У 1932 році переїхала до Москви. У 1934 році закінчила школу фабрично-заводського учнівства при Тригірній мануфактурі в Москві.
З 1934 року — ватерниця-прядильниця прядильного цеху Московського комбінату Тригірної мануфактури імені Дзержинського.
Одночасно навчалася у вечірній школі робітничої молоді при комбінаті.
Під час німецько-радянської війни освоїла випуск пряжі особливого ґатунку, працювала одночасно на чотирьох ватерах інколи о 12-14 годин поспіль. Обиралася профоргом цеху.
Після війни отримала звання кращої прядильниці Тригірної мануфактури. У 1945 році Ганна Серьогіна обслуговувала одночасно 1296 веретен і виробила понад план 2352 кг пряжі, з яких було виготовлено понад 30 000 м тканини. Також була наставником молодих робітниць мануфактури.
Подальша доля невідома.

## Нагороди і відзнаки
- медаль «За оборону Москви»
- медаль «За доблесну працю у Великій Вітчизняній війні 1941—1945 рр.» (1945)
- медалі